# Robert Figl
Robert Figl (* 1. Juni 1967 in Karlsruhe) ist ein deutscher Rollstuhlleichtathlet. Bei den Olympischen Sommerspielen 2004 in Athen gewann er im Demonstrationslauf der Männer über 1500 m als erster Deutscher die Goldmedaille. Bei den Sommer-Paralympics in Sydney im Jahr 2000 kam er auf einen dritten Platz über 1500 m und in Seoul 1988 auf einen ersten Platz über 100 m. Figl ist Mitglied der MTG Mannheim. Er arbeitet als Dermatologe in Karlsruhe.
Für den Gewinn der Goldmedaille bei den Paralympischen Spielen und der Bronzemedaille bei den Spielen 2000 wurde er mit dem Silbernen Lorbeerblatt ausgezeichnet.